# The Tournament
The Tournament is een Britse independent actie-thriller uit 2009 onder regie van Scott Mann. De hoofdrollen worden gespeeld door Robert Carlyle, Ving Rhames, Kelly Hu, Sébastien Foucan, Liam Cunningham, Scott Adkins, Camilla Power enIan Somerhalder.

## Verhaal
Een groep rijke, boven de wet opererende personen organiseert elke zeven jaar The Tournament. Dit is een evenement waarin dertig van de beste huurmoordenaars op Aarde het tegen elkaar opnemen voor de titel 'beste huurmoordenaar ter wereld' en een miljoenenbedrag. De competitie duurt 24 uur. Aan het einde daarvan mag er maar één deelnemer nog in leven zijn. Zo niet, dan exploderen de elektronische zenders waarvan iedere huurmoordenaar er voor aanvang één geïmplanteerd krijgt en sterft iedereen.
Hoofd-0rganisator Mr. Powers (Liam Cunningham) stelt elk toernooi een aantal toeschouwers in staat grote geldbedragen in te zetten op de deelnemer van wie zij denken dat die het toernooi gaat winnen. De wedders kunnen alles volgen op monitoren waarop de deelnemers in de gaten worden gehouden, middels de beelden van gehackte beveiligingscamera's in de stad waar het evenement gehouden wordt. Het toernooi blijft geheim door de macht van de organisatoren. Alle schade en lijken die in de stad achterblijven, worden in de door hen gecontroleerde media uitgelegd als gevolgen van ongelukken, terroristische aanslagen en doorgedraaide enkelingen.
Voor de nieuwste editie van The Tournament is Middlesbrough gekozen als locatie, de woonplaats van de alcoholistische pastoor MacAvoy (Robert Carlyle). Hij heeft geen enkele weet van het huurmoordenaarstoernooi, maar belandt er middenin wanneer deelnemer Anton Bogart (Sebastien Foucan) zijn zender uit zijn lijf snijdt en in een pot koffie gooit. MacAvoy krijgt de zender binnen via een kop koffie en wordt daardoor ook een van de dertig doelwitten. De eerste deelnemer die hem bereikt, is Triade-moordenaar Lai Lai Zhen (Kelly Hu). Hij overtuigt haar ervan dat hij niet weet wat er aan de hand is, waarna Zhen hem op sleeptouw neemt en probeert in leven te houden te midden van de gewelddadigheden.
De deelnemer aan wie wedders het minste geld kunnen verdienen, is Joshua Harlow (Ving Rhames). Hij won het toernooi zeven jaar geleden en is teruggekeerd voor een tweede deelname. De reden hiervoor is dat in de tussentijd zijn echtgenote (Tamika Cameran) vermoord werd en hem het bericht bereikte dat een van de andere 29 deelnemers aan het nieuwe toernooi haar moordenaar is. Wraak hiervoor is de enige overgebleven drijfveer in zijn leven.

## Rolverdeling
| - Robert Carlyle – Father MacAvoy - Kelly Hu – Lai Lai Zhen - Ian Somerhalder – Miles Slade - Liam Cunningham – Mr. Powers - Ving Rhames – Joshua Harlow - Sebastien Foucan – Anton Bogart - Craig Conway – Steve Tomko - John Lynch – Gene Walker - Nick Rowntree – Eddy Cusack - Rachel Grant – Lina Sofia - Bashar Rahal – Asa Sadi - Andy Nyman – Tech Eddie - Iddo Goldberg – Tech Rob - Scott Adkins – Yuri Petrov | - Tamika Cameran – Joshua's echtgenote - J.J. Perry – Montoya - Marie Hynes – Gorel Modery - Tony Mooney – Ivan Stoyanova - Mark Stoppard – John - Kaloian Vodenicharov – Santino Tindillini - Jonathan Frank – Iron Dick McClick - Petya Dimitrova – Jemima 'Stripper' Jones - Atanas Srebrev – Nick Frank - Dustin Ingle – Bill Gaytes - Zarko Karatanchev – 'Longshot' Topuzov - Michael McCoy – Jedburgh Johnson - Tom Wu – Tatsumi |

## Achtergrond
The Tournament werd deels opgenomen in Bulgarije. De opnames begonnen op 11 juni 2007. De film werd deels gefinancierd door Sherezade Film Development en Storitel Production. De muziek van de film werd gecomponeerd door Laura Karpman.
De productie werd gehinderd door financiële problemen. Zo ging de film 2x over het budget heen. Na te zijn voltooid, kon aanvankelijk geen distributeur worden gevonden. Daardoor duurde het nog 2 jaar voor de film daadwerkelijk werd uitgebracht.
The Tournament was de openingsfilm van het Screamfest Horror Film Festival in 2009. Staci Layne Wilson, van Horror.com, gaf de film een goede beoordeling, maar merkte wel op dat de film qua plot weinig originaliteit bevatte; vergelijkbaar met Smokin' Aces enThe Running Man.